# 1975 na Alemanha
Esta é uma cronologia dos fatos acontecimentos de ano 1975 na Alemanha.

## Eventos
- 27 de fevereiro: O político alemão-ocidental Peter Lorenz é sequestrado pelos membros da organização terrorista, o Movimento 2 de Junho.
- 5 de março: O político alemão-ocidental Peter Lorenz é libertado.
- 24 de abril: Um grupo de seis militares da Fração do Exército Vermelho invade a embaixada alemã-ocidental em Estocolmo, e faz onze reféns, entre eles o embaixador alemão.
- 28 de maio: O Bayern de Munique conquista seu segundo título da Taça dos Clubes Campeões Europeus ao vencer Leeds United por 2 a 0 em Paris.

## Nascimentos
- 30 de junho: Ralf Schumacher, automobilista alemão.

## Mortes
- 3 de março: Therese Giehse, atriz alemã (n. 1898).
- 17 de agosto: Sig Arno, ator (n. 1895).